# Красный скорпион
«Кра́сный скорпио́н» (англ. Red Scorpion) — американский боевик 1988 года. Режиссёр — Джозеф Зито.

## Сюжет
В некой африканской стране (обстоятельства явно указывают на Анголу) происходит вооружённый мятеж против просоветского правительства и начинается гражданская война. Руководство СССР принимает решение направить в эту страну своего лучшего агента — спецназовца Николая Раченко, целью которого является устранение главы вооружённого подполья. Николай прибывает в африканскую страну, в которую к тому времени был введён объединённый контингент войск СССР, Кубы и Чехословакии. Сразу после прибытия он устраивает драку в баре, после чего его отправляют на гауптвахту. Там в одной камере с ним сидят пленные — американский журналист и полевой командир, один из приближённых лидера повстанцев Сундаты — цели Раченко. Для того, чтобы войти в доверие к этому командиру и в итоге добраться до лидера повстанцев, Николай и устроил дебош в баре, однако о его истинной цели не знает никто, кроме его непосредственного начальства. При помощи Николая им удаётся сбежать из камеры, а затем, запрыгнув в кузов военного грузовика, покинуть советскую базу.
Однако их замечают. В ходе погони беглецам удаётся оторваться от преследователей, но грузовик оказывается сильно повреждённым, и им приходится идти пешком. Они достигают лагеря повстанцев. Их лидер, Сундата, благодарит советского спецназовца за помощь, но, не вполне доверяя ему, решает посадить его в камеру. Ночью, сбежав из-под стражи, Раченко предпринимает попытку убийства Сундаты. Однако лидер повстанцев предусмотрел это и попытка проваливается: Раченко обезврежен. Со словами, что «свои же разберутся с ним круче нас», Сундата приказывает оставить его в пустыне, где его подбирают кубинские солдаты. Генерал Вортек, командир Раченко, узнав о том, что Николай провалил задание и находится на кубинской базе, приезжает туда и сурово отчитывает спецназовца, не принимает никаких его оправданий. Затем он уезжает. По его негласному указанию кубинские союзники подвергают Николая пытке. Однако во время пытки Раченко благодаря своей неимоверной силе сумел освободиться и бежал. Обессиленный, он лежит в пустыне всю ночь, а утром его находят бушмены, с которыми он подружился и даже заслужил татуировку охотника в виде красного скорпиона на груди.
В дальнейшем Николай становится свидетелем зверств советских и кубинских солдат по отношению к мирному населению и переходит на сторону партизан. Он снова приходит в лагерь повстанцев. Сундата смертельно ранен во время карательного рейда советско-кубинских войск. Увидев на груди Николая знак охотника, перед смертью он объявляет: «теперь я верю ему, нашему другу». В концовке фильма Николай вместе с повстанцами участвует в нападении на советскую военную базу и убивает собственного командира — генерала, специально прибывшего в Африку проследить за выполнением задания. Благодаря помощи Раченко повстанцы одерживают победу в этой битве.

## В ролях
- Дольф Лундгрен — советский спецназовец Николай Раченко
- М. Эммет Уолш — американский журналист Дуайт Фергюсон
- Т.П. Маккенна[англ.] — генерал Вортек, командир Раченко
- Эл Уайт[англ.] — Калунда Кинташ
- Брайон Джеймс — сержант Краснов
- Кармен Аргензиано — полковник Заяс, командир кубинских войск
- Алекс Колон — сержант Мендес
- Рубен Нтоди — Сундата, лидер повстанцев

## Производство
Фильм снимался в США, Намибии и ЮАР. Продюсером и автором сценария был известный американский лоббист Джек Абрамофф, позднее осуждённый за многочисленные преступления. Фильм провалился в прокате, собрав 5 миллионов долларов при бюджете в 16 миллионов.